# Christina Dieckmann
Christina Dieckmann Jiménez (22 de abril de 1977, Caracas, Venezuela) é uma atriz e modelo venezuelana. Não tem nenhum parentesco com a atriz brasileira Carolina Dieckmann, contrariando algumas revistas que publicaram erroneamente que as duas eram meia-irmãs na época que estrelou a telenovela Seus Olhos no Brasil.

## Carreira
Participou em 1997 no concurso de beleza chamado Miss Venezuela, sendo vice-campeã, e desde então tem participado em novelas e filmes: no ano 2000, sua primeira participação foi na novela venezuelana Amantes de luna llena, e em seguida, três anos mais tarde, participou da novela Gata salvaje. Em 2004, participou da novela brasileira Seus Olhos, no SBT, com o papel da vilã Cibele e em seguida, em 2005, participou da novela venezuelana Se solicita príncipe azul. Um ano mais tarde participou da novela venezuelana Y los declaro marido y mujer (também conhecida como "Amor infiel"), e conseguiu, em 2007, sua primeira protagonista numa novela venezuelana, chamada Toda una dama.
Um ano depois, ela participou da novela Un esposo para Estela com seu papel de antagonista. No ano 2013 foi contratada pela emissora Telemundo para participar na novela Dama y obrero.

## Novelas
.(2000) Amantes de luna llena.....Barbara
.(2002) Gata Selvagem.... Estrella Marina Gutierrez
.(2004) ¡Qué buena se puso Lola!.... Beauty Gift
.(2004) Seus Olhos..... Cibele
.(2005) Se solicita príncipe azul... Victoria
.(2006) Amor infiel..... Eloina Diaz de Tovar
.(2007) Toda una dama....... Valeria Aguirre
.(2009) Un esposo para Estela..... Jennifer Noriega Roldan de Alberti
.(2013) Dama y obrero.... Karina Cuervo

## Cinema
.(2006) Elipsis... Carla Wallis
.(2006) Soltera y sin compromiso..... Maritza